# Ourches
Ourches è un comune francese di 233 abitanti situato nel dipartimento della Drôme della regione dell'Alvernia-Rodano-Alpi.

## Società

### Evoluzione demografica
Abitanti censiti